# Pep Blay
Josep Blay Boqué (Tarragona, 2 de septiembre de 1966) es un escritor español, guionista, periodista de música y es uno de los escritores contemporáneos más conocidos en Cataluña hoy en día.
Como periodista de música, entrevistó a estrellas como Lou Reed, The Cure y Nick Cave. También trabaja a menudo junto con otros artistas, también españoles, como Enrique Bunbury, Iván Ferreiro, Amparanoia.

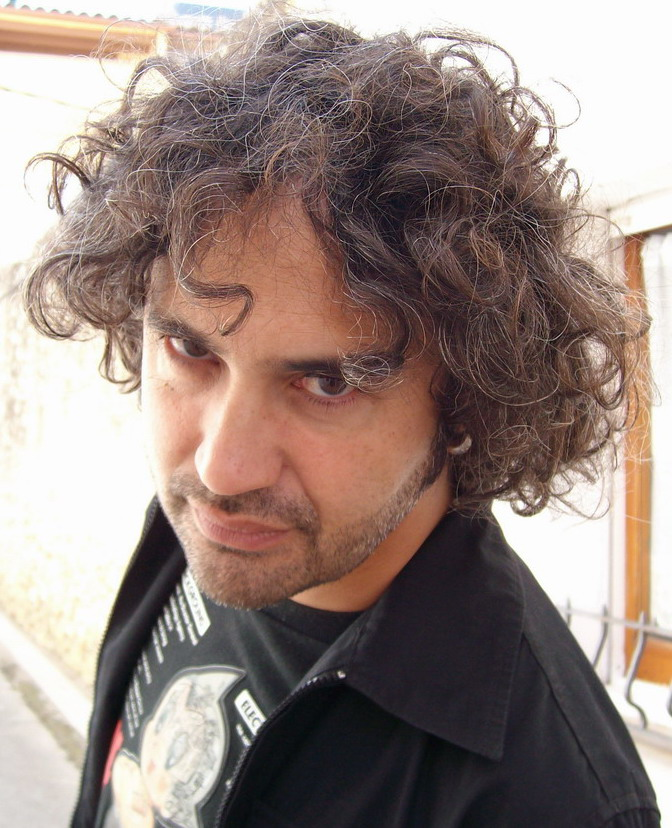
Pep Blay

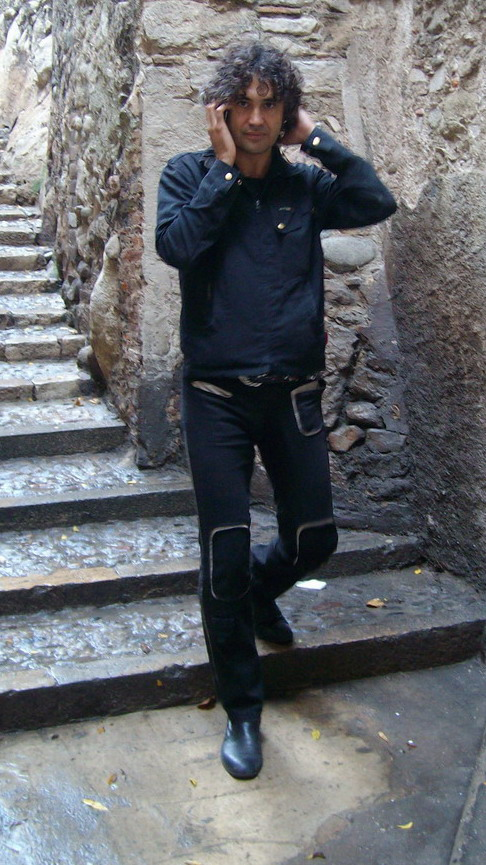
Pep Blay

## Biografía
Blay es el más joven de tres hijos, nacido el 2 de septiembre de 1966 en Tarragona, España. En su juventud, ya desarrolló un interés y un talento muy especiales para la literatura y los idiomas. Así estudió Filología catalana en la Universidad de Barcelona (Universitat de Barcelona), Facultad de Tarragona desde 1984 a 1989. Durante sus estudios trabajó como periodista cultural para el periódico catalán Catalunya Sud. También publicó poemas para la revista Negre + Roig y fundó la colectiva Andrògina Productions.
Después de sus estudios, se trasladó a Barcelona para iniciar sus estudios superiores de teoría y críticos de teatro; también aprendió japonés. Ese mismo año empezó a escribir sobre literatura para el periódico catalán AVUI y editó el suplemento de Rock & Classics. También trabajó para revistas como El Temps, Cataluña y Cultura. Entre 1990 y 2000 Blay se presenta de manera esporádica recitando poesía en vivo; algunas de sus actuaciones se encuentran en el DVD de Poesía en viu a Barcelona (Habitual Video Team / Propost.org, 1991-2003).
Su carrera como periodista musical empezó con AVUI en 1993. Ese mismo año, también comenzó a cantar como vocalista en el post mortem-underground grupo Els Patètix de Tarragona; pasó 3 años en ese grupo. En 1995 publicó una biografía del músico y compositor catalán Lluís Llach para la colección Los Autores (SGAE de Barcelona). En 1999, Blay empezó a trabajar para el canal de televisión catalán Televisió de Catalunya como director de programa del cabaret Bohemia, y también como guionista y director de arte. Escribió dos biografías de grupos de rock catalanes: "Sopa de Cabra. Si et quedes amb mi", Rosa dels Vents, en 2002 y "Els Pets. Cara a cara", Rosa dels Vents, en 2003. Además, creó en la revista Enderrock la serie "Sexe, Blay & rock´n´ roll" que se relaciona a obras posteriores.
Su pasión por viajar le llevó por Europa, EE. UU., Islandia, Tanzania y México. En septiembre de 2003, empezó un año de viaje alrededor del mundo para descubrir otras culturas en Australia, Nueva Zelandia, Papúa Nueva Guinea, Brasil y Japón. Estas experiencias tuvieron una influencia tan fuerte en la vida de Blay que comenzó a trabajar como guionista para el programa de viajes Km33 en el canal de televisión catalán TV3. Gracias a ese trabajo, continuó a viajar a por ejemplo Marruecos, Burkina Faso, Malí y los EE. UU. (Nueva York). Solía enviar informes sobre temas de viaje y otros temas para el canal de radio catalán iCat fm.
Blay, que siempre ha sido un devoto de vampirismo y polipoesía se hizo famoso con su novela "Vampiria Sound" (Plaza & Janés Editores, SA, 2004), que es una novela contemporánea radical de suspense de música. La biografía que escribió en el año 2007 sobre Enrique Bunbury llamada "Enrique Bunbury. Lo demás es silencio" (Plaza & Janés) le hizo famoso de la noche a la mañana tanto entre los fanes españoles como entre los fanes internacionales de Enrique Bunbury y su exbanda Héroes del Silencio. Esa biografía ofrece un retrato humano emocionante del cantante español extrovertido. El libro también ha sido publicado en México, y otra edición se publicará como libro de bolsillo en 2010.
En 2009, Pep Blay siguió mostrando el alcance de su talento y habilidades numerosas con la publicación en catalán de la novela de fantasía para adolescentes "Gotholàndia" (Montena). Al mismo tiempo, "Erótica Mix", cuatro historias cortas acerca de música y de sexo, fueron publicadas en catalán (Rosa dels Vents) y en español (Plaza & Janés). Al final del año, como director de arte, produjo junto a estrellas españolas como Bunbury, Iván Ferreiro y Amparanoia, el CD "Més raons de pes. El tribut a Umpah-Pah".
Blay ha estado viviendo en Barcelona durante mucho tiempo. Al final, encuentra su inspiración en el mar para escribir libros, mientras sus viajes le llevan alrededor del mundo.

## Trabajos
1.
"Sopa de Cabra. Si et quedes amb mi"(Rosa dels Vents, 2002) es una biografía sobre el grupo que revolucionó la historia del rock catalán, desde 1989 hasta 2002. Una historia épica y dramática de los Rolling Stones made in Gerona, con la colaboración al final de textos de famosos admiradores como Andreu Buenafuente.
2.
"Els Pets. Cara a cara"(Rosa dels Vents, 2003) es la biografía de otro grupo de rock que es un fenómeno en la historia del rock catalán.
3.
"Vampíria Sound" (Plaza & Janés Editores S.A., 2004) es una novela sobre el exceso, la noche y las drogas, con elementos de suspense y vampirismo, y ambientado en el mundo de la música. Con mucho sexo, sangre y alcohol, la historia tiene lugar en Barcelona desde un festival de tecno, el Sónar, hasta un concierto de Lou Reed y fue escrito sin ningún tipo de tabú, en un estilo directo y moderno.
4.
"Enrique Bunbury. Lo demás es silencio" (Plaza & Janés, 2007) es una biografía fascinante y cautivadora, un testimonio humano y artístico de personas cercanas a la familia y de su círculo de amigos. Incluye un diario de gira en México y una atención especial a este país donde el cantante es un auténtico ídolo de masas.
5.
"Gotholàndia" (Montena, 2009) es una novela de fantasía para niños mayores y adolescentes. Un adolescente es fan de los juegos de vídeo y de repente se encuentra en el mismo juego. Blay dedicó este libro a su sobrina y su sobrino para motivarlos a leer más. Fue una gran idea la de escribir el discurso directo del protagonista en escritura en espejo para que la lectura se convierta en una forma de juego.
6.
"Eròtica Mix" (catalán, Rosa dels Vents, 2009) / “Erótica Mix“ (español, Plaza & Janés, 2009) son cuatro historias cortas en las que la música y el sexo están conectados entre sí:
"Tuyyosomossexo.com" - Un fanático de música ha descubierto un cantante en la Internet. Lo que existe entre ellos es puro sexo, pero la relación finalmente se pasará de la locura a la tortura.
"Cartas de amor a la mujer burbuja"- Estas son cartas de amor entre dos enamorados que están hechos el uno para el otro pero que solo pueden vivir juntos en su propia burbuja, un mundo inventado, y esta burbuja puede explotar en cualquier momento.
"7" - Una novia muere durante la misa en una iglesia. A lo Agatha Christie, hay siete sospechosos y todos ellos han tenido algún tipo de relación sexual con el novio y cada uno de estos actos sexuales puede estar relacionado con uno de los siete pecados capitales. Todo gira alrededor de una canción: "Siete", de David Bowie.
"Erótica Mix" - Después de romper con su novia, el protagonista se siente solo. En busca de sexo, decide buscar en Internet. Se encuentra con tres chicas y todas se enamoran de él. Así que decide dar el siguiente paso: pasar del coqueteo en el mundo virtual a tratar de coquetear en el mundo real.
7.
"Pretòria" (catalán, Ara Llibres, 2010) - Cataluña está en peligro. El presidente encarga una misión delicada a la mejor agente secreto del país, Rosa Blanca, una melómana enganchada al iPod que, para conseguir sus objetivos, se inspira en las tácticas futbolísticas de Pep Guardiola. Sin embargo, inesperadamente, las pistas la llevan a la ciudad periférica de Santa Pretòria, donde se está gestando unacompleja trama de corrupción urbanística que impica el alcalde, el regidor de urbanismo, un exvicepresidente de la Generalitat, un alto financiero retirado de la política y un exdiputado expulsado de su partido. Cinco personajes oscuros y difíciles de imputar a los que Rosa Blanca está dispuesta a seguir, si conviene, hasta la misma prisión… Bajo la apariencia de un thriller escrito con pluma irónica y salvaje, Pep Blay ha construïdo una sátira corrosiva del gran escándalo de corrupción urbanística que removió la sociedad catalana a finales del 2009: el caso Pretoria.

## Libros de Pep Blay
- Sopa de Cabra. Si et quedes amb mi. Barcelona, 2002, Rosa dels Vents. 1.ª Edición, 336 páginas, catalán. ISBN 8401386071; ISBN 9788401386077
- Els Pets. Cara a cara. Barcelona, 2003, Rosa dels Vents. 1.ª Edición, 360 páginas, catalán. ISBN 8401386306; ISBN 9788401386305
- Vampíria Sound. Barcelona, 2004, Plaza & Janés Editores S.A. Colección Narrativa Rosa dels vents. 416 páginas, catalán. ISBN 84-01-38654-3
- Enrique Bunbury. Lo demás es silencio. Barcelona, 2007, Plaza & Janés. 448 páginas, español. ISBN 978-84-01-30551-1
- Gotholàndia. Barcelona, 2009, Montena. 272 páginas, catalán. ISBN 978-84-8441-504-6
- Eròtica Mix. Barcelona, 2009, Rosa dels Vents. 304 páginas, catalán. ISBN 978-84-01-38727-2
- Erótica Mix. Barcelona, 2009, Plaza & Janés. 296 páginas, español. ISBN 978-84-01-33707-9
- Pretòria. Barcelona, 2010, Ed. Alisis. Ara Llibres SCCL. 229 páginas, catalán. ISBN 978-84-937628-6-5